# Генеральные штаты (Нидерланды)
Генеральные штаты Нидерландов (нидерл. Staten-Generaal МФА: /ˌstaː.tə(n).ɣeː.nəˈraːl/о файле) — высший представительный и законодательный орган (парламент) Нидерландов.

## История
Генеральные штаты учреждены в 1814 году в форме однопалатного парламента, в 1815 году с принятием конституции были разделены на Первую и Вторую палаты.
Генеральные штаты возникли в XV веке как собрание всех провинциальных штатов Бургундских Нидерландов.
В 1579 году, во время нидерландской революции, Генеральные штаты распались, поскольку северные провинции открыто восстали против Филиппа II Испанского, а генеральные штаты северных провинций заменили власть Филиппа II на независимость Голландской Республики в 1581 году. Генеральные штаты в 1796 году были заменены Национальным собранием после Батавской революции (переворота) 1795 года и были восстановлены только (точнее созданы заново в другом виде) в 1814 году, когда страна восстановила свой суверенитет. Генеральные штаты были учреждены в форме однопалатного парламента, в 1815 году с принятием конституции были разделены на Сенат и Палату представителей.
После конституционной поправки 1848 года члены Палаты представителей избрались прямым голосованием, и права Генеральных штатов были значительно расширены, что фактически установило парламентскую демократию в Нидерландах.
С 1918 года члены Палаты представителей избираются на четыре года с использованием пропорционального представительства по партийным спискам, а 75 членов Сената избираются провинциальными штатами каждые четыре года. В исключительных случаях обе палаты образуют совместную сессию, известную как Объединённая ассамблея. Председатель Сената является председателем Генеральных штатов во время Объединённой Ассамблеи.

## Устройство
Генеральные штаты состоят из Первой палаты (известной также как Сенат) и Второй палаты (Палата представителей). Сенат избирается путём непрямых выборов региональными законодательными органами (с добавлением представителей выбранных диаспорой и жителями Карибских Нидерландов), Вторая палата формируется путём прямых всенародных выборов.
Генеральные штаты заседают в комплексе зданий Бинненхоф («Внутренний двор») в Гааге. Первая палата собирается лишь один день в неделю и утверждает законопроекты, принятые Второй палатой. На основании состава Второй палаты формируется правительство Нидерландов.
В рыцарском зале (Риддерзал) Бинненхофа происходят торжественные совместные заседания палат, по случаю открытия сессии с участием монарха (Принцев день, каждый год в третий вторник сентября), в связи с утверждением бракосочетания члена королевской семьи или со смертью монарха. Совместное заседание палат имеет право также действовать как полномочный орган в случае вакансии престола, отсутствия наследника и неспособности регента исполнять обязанности — оно может избирать в таком случае нового монарха.

## История
Первоначально высшее сословно-представительское учреждение нидерландских провинций (включавших также территорию современной Бельгии). Генеральные штаты состояли из депутатов духовенства, дворянства и верхушки горожан. Впервые были созваны в 1463 году, после объединения Нидерландов бургундскими герцогами. Первое заседание состоялось 9 января 1464 года в Брюгге. Генеральные штаты имели право вотирования налогов, особенно широкие полномочия дала им «Великая привилегия» 1477 года. В период Нидерландской революции XVI века (переворота) Генеральные штаты стали центром оппозиции испанскому режиму, а с отделением Северных Нидерландов — высшим постоянно действующим законодательным органом Республики Соединённых провинций. В Генеральных штатах каждая провинция имела один голос, но часть территории республики — так называемые Генеральные земли — не относилась к провинциям, управлялась непосредственно из центра и не имела голоса в парламенте.
Генеральные штаты просуществовали до Батавской революции 1795 года и были восстановлены в 1814 году в Соединённом королевстве Нидерландов.
В честь Генеральных штатов получил название Статен-Айленд в Нью-Йорке (бывшая голландская колония Новый Амстердам).

## Комментарии
1. ↑  Избраны от партии Форум за демократию.
2. ↑  Лиан Ден Хаан (ранее 50+); Виберен ван Хага, Ханс Смольдерс, Олаф Эфраим (ранее FVD); Питер Омцигт (ранее CDA).

- Здание Генеральных штатов в Гааге (Бинненхоф).
- Риддерзаал Бинненхофа.